# Fremifontaine
Fremifontaine – miejscowość i gmina we Francji, w regionie Grand Est, w departamencie Wogezy.
Według danych na rok 1990 gminę zamieszkiwało 327 osób, a gęstość zaludnienia wynosiła 34 osób/km² (wśród 2335 gmin Lotaryngii Fremifontaine plasuje się na 726. miejscu pod względem liczby ludności, natomiast pod względem powierzchni na miejscu 621.).